# Анонвил су ле Кот
Анонвил су ле Кот (фр. Hannonville-sous-les-Côtes) насеље је и општина у североисточној Француској у региону Лорена, у департману Меза која припада префектури Верден.
По подацима из 2011. године у општини је живело 634 становника, а густина насељености је износила 40,36 становника/km². Општина се простире на површини од 15,71 km². Налази се на средњој надморској висини од 241 метар (максималној 401 m, а минималној 214 m).

## Демографија
| 1962. | 1968. | 1975. | 1982. | 1990. | 1999. | 2011. |
| ----- | ----- | ----- | ----- | ----- | ----- | ----- |
| 382   | 410   | 416   | 426   | 504   | 534   | 634   |

График промене броја становника у току последњих година